# Фурне, Жан
Жан Фурне (фр. Jean Fournet, 14 апреля 1913, Руан — 3 ноября 2008, Весп) — французский дирижёр и музыкальный педагог.

## Биография
Жан Фурне получил музыкальное образование в Парижской консерватории, которую окончил как флейтист по классу Гастона Бланкара и Марселя Моиза и как дирижёр по классу Филиппа Гобера. Его дирижёрский дебют состоялся в Руане в 1936 году. С 1940 по 1944 года он работал в Марселе, а с 1944 по 1957 дирижировал оркестром парижского театра Опера-Комик, параллельно преподавая дирижирование в Нормальной школе музыки (среди его учеников, в частности, Жак Утман).
В 1961 год Фурне переехал в Нидерланды. С 1961 по 1968 год он руководил Филармоническим оркестром Нидерландского радио в Хилверсюме, с 1968 по 1973 — Роттердамским филармоническим оркестром. С 1974 по 1982 год он был главным дирижёром Национального оркестра Иль-де-Франс, а с 1983 по 1986 год — главным приглашённым дирижёром Токийским столичным симфоническим оркестром. С этим же оркестром состоялось последнее публичное выступление 91-летнего Фурне в 2005 году.
Оставленная дирижёром дискография преимущественно состоит из записей музыки французских композиторов: в том числе Мориса Равеля, Клода Дебюсси, Жоржа Бизе, Камиля Сен-Санса, Габриэля Форе, Артюра Онеггера, Эрнеста Шоссона, Поля Дюка, Жака Ибера.
В течение многих лет Жан Фурне исполнял обязанности председателя жюри Безансонского международного конкурса молодых дирижёров.